# Vino Santo Trentino
Il Vino Santo Trentino è un vino riconosciuto come presidio Slow Food. Ha la particolarità di seguire il più lungo processo di appassimento al mondo.
Può essere commercializzato come tipologia del vino DOC Trentino

## Zona di produzione
La zona di produzione identificata da Slow Food è limitata ai vigneti ubicati nelle posizioni vocate nei comuni di Madruzzo e Cavedine e nelle frazioni Padergnone e Vezzano del comune di Vallelaghi, escludendo la restante parte della zona delimitata dal disciplinare.

## Storia

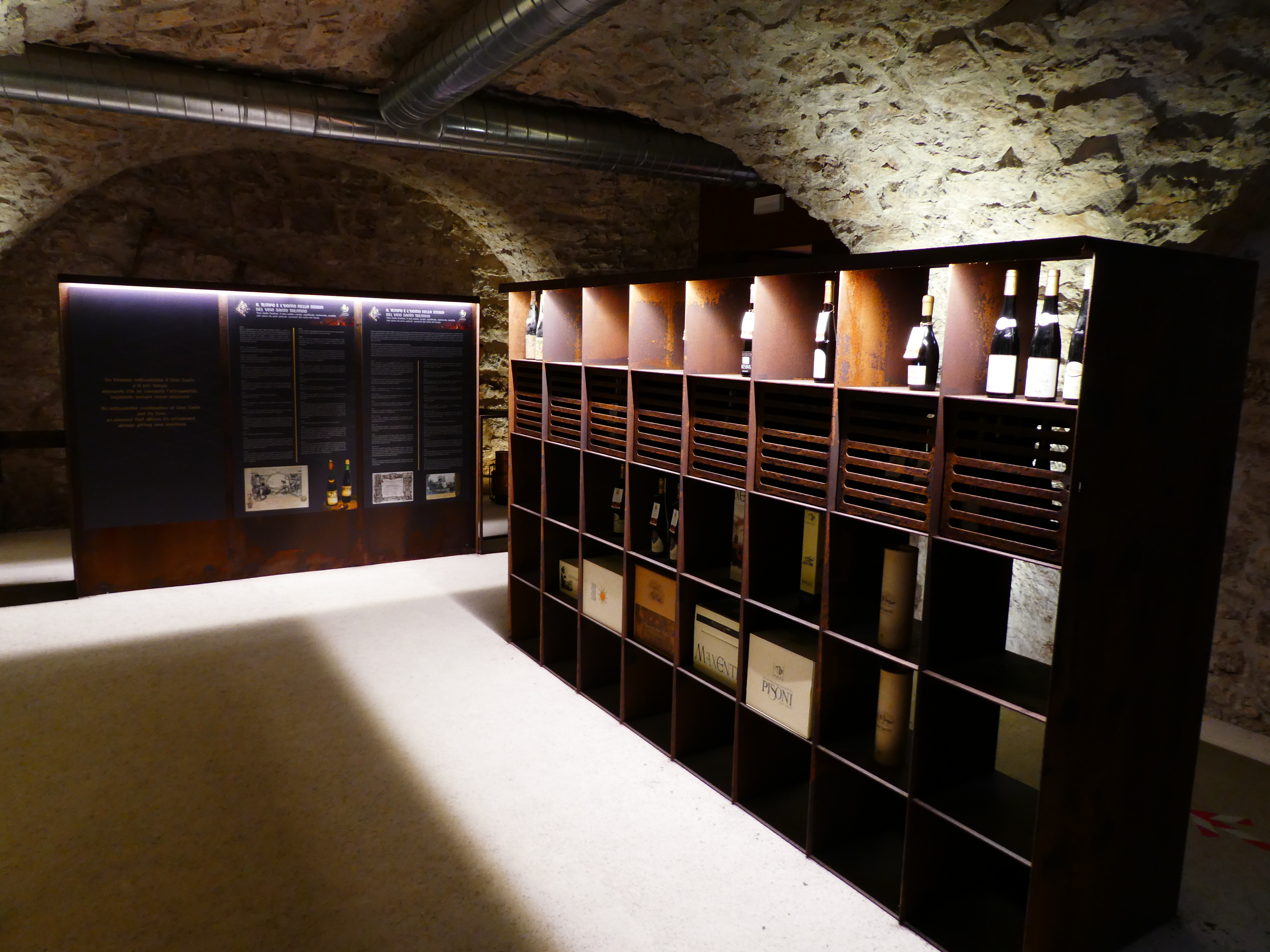
La Casa Caveau del Vino Santo di Padergnone

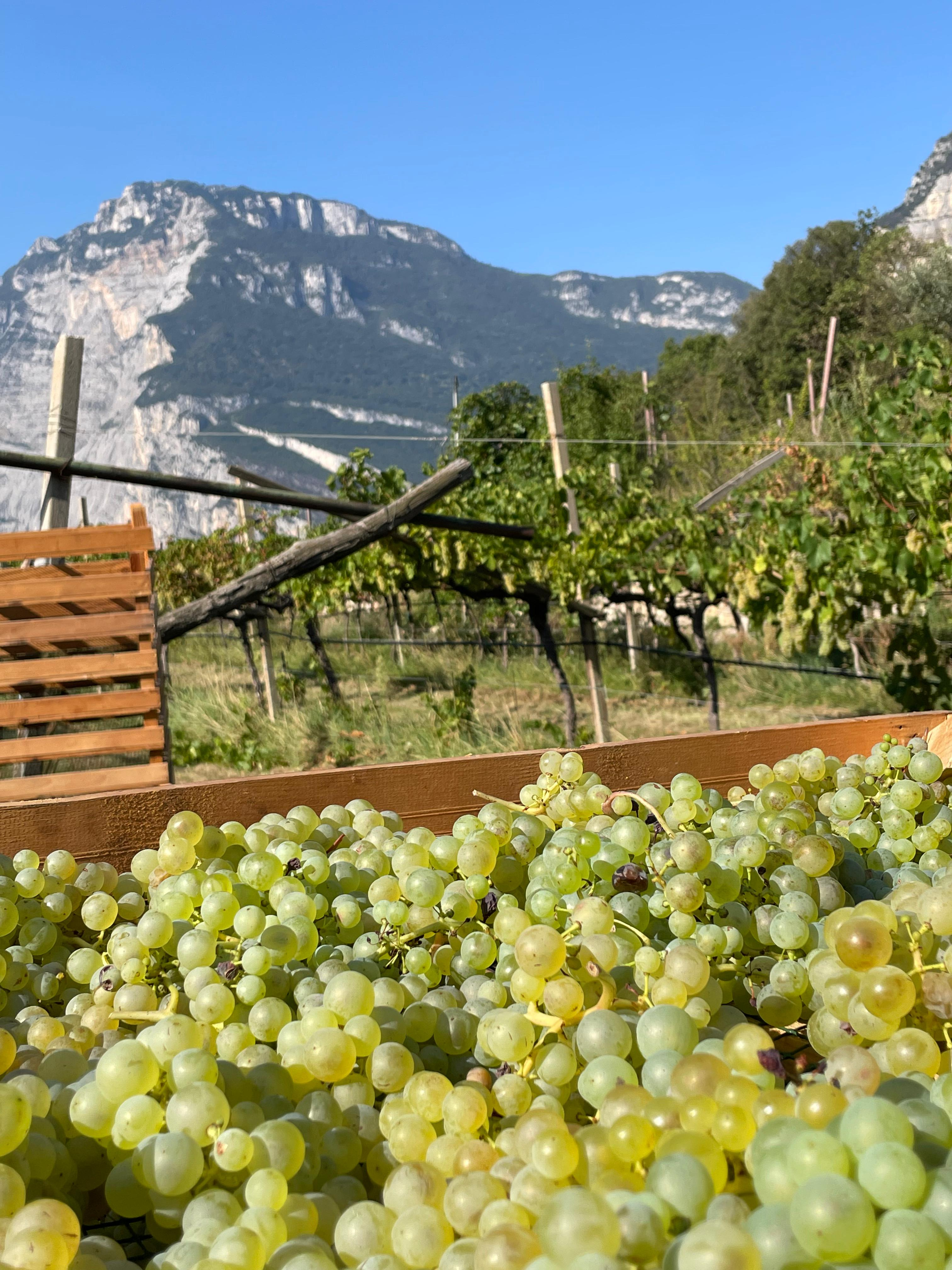
Vendemmia dell'uva Nosiola in Valle dei Laghi

L'appassimento delle uve è una pratica assai antica, ed è quindi difficile stabilire la data esatta della nascita del Vino Santo Trentino. Le prime tracce storiche dei vini bianchi dolci nella Valle dei Laghi risalgono al Cinquecento: se ne fa menzione in un documento del 1508 riguardante i tributi che il capitano di Castel Toblino doveva versare annualmente al principe vescovo di Trento, e successivamente sono citati da Giano Pirro Pincio (in Annali ovvero cronache di Trento, 1648), Michelangelo Mariani (storico del Concilio di Trento, in Trento con il Sacro Concilio et altri notabili, 1673) e da Anton Roschmann (Regnum animale vegetabile, et minerale medicum tyrolense, 1738). La produzione e il commercio di questo vino si svilupparono nel corso dei secoli grazie alle connessioni con mercato mitteleuropeo, favorite dall'Impero asburgico di cui il Trentino faceva parte.
Nell'Ottocento si hanno le prime bottiglie di Vino Santo destinate alla vendita: a inizio secolo quelle della cantina Angelini Giannotti, e nel 1822 quelle dei conti Wolkenstein di Castel Toblino. Dopo la prima guerra mondiale il Vino Santo Trentino ha attraversato un periodo di crisi, sopravvivendo grazie alla tradizione familiare. Riscoperto negli anni Settanta, la sua produzione viene portata avanti dalla "Associazione Vignaioli del Vino Santo", e ogni anno vengono prodotti circa ottanta ettolitri di Vino Santo Trentino DOC. La produzione e la lavorazione sono regolamentate da un disciplinare depositato alla Camera di Commercio di Trento, nel quale sono definite le zone di produzione. 
A Padergnone (Vallelaghi) si trova la Casa Caveau del Vino Santo, una sala espositiva realizzata nell'antico appassitoio appartenuto alla famiglia Rigotti (dalla quale nacque il genetista e agronomo Rebo Rigotti).

## Tecniche di produzione

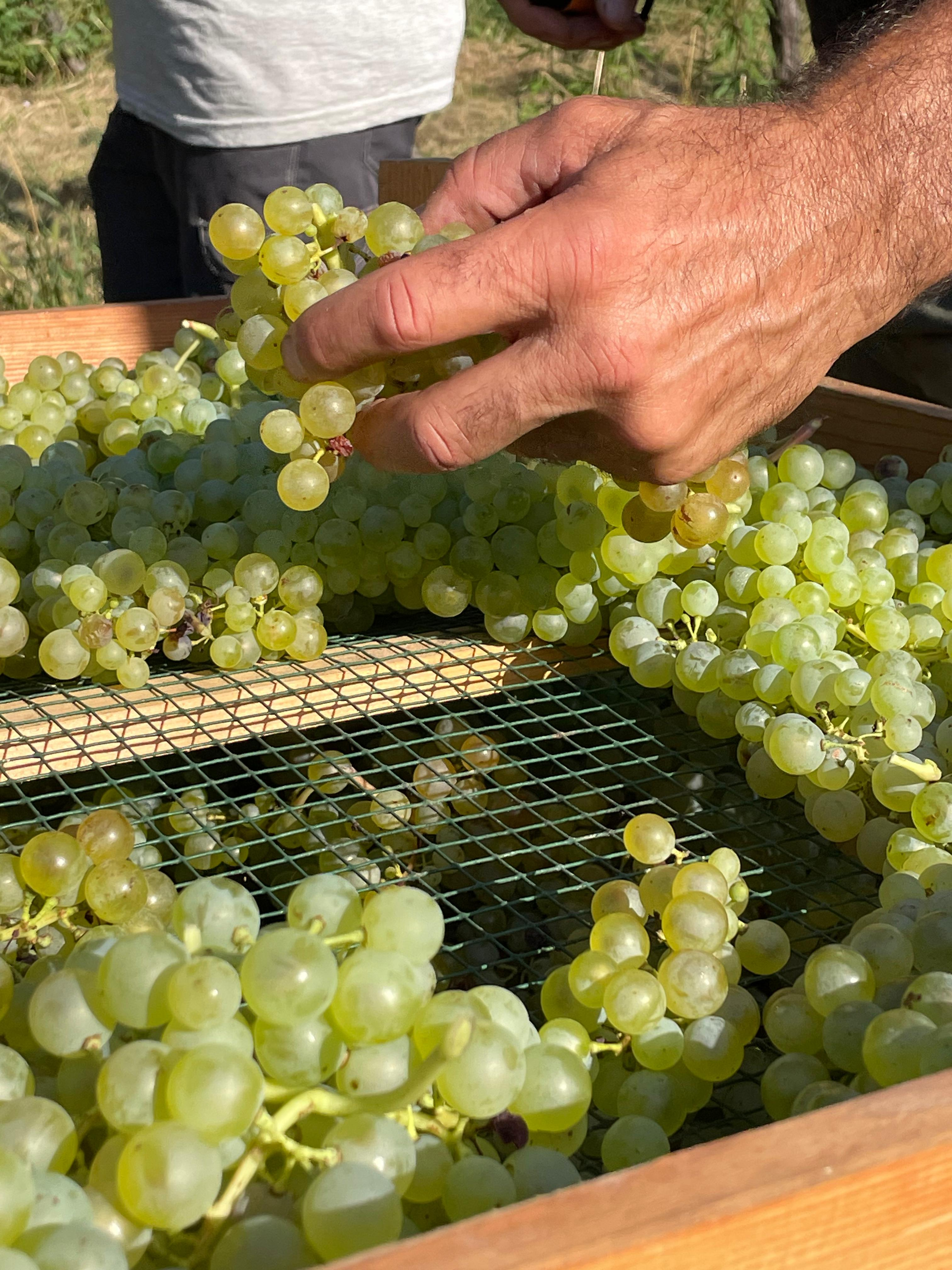
Raccolta in cassetta dell'uva Nosiola

Le uve bianche Nosiola vengono raccolte alla fine dell'estate e pigiate durante la Settimana Santa, dopo aver riposato per oltre sei mesi sui graticci chiamati àrele; questo lento appassimento naturale è reso possibile grazie alla presenza dell'Ora del Garda, vento proveniente dal lago di Garda, e dalla Botrytis cinerea, una muffa nobile che aumenta la concentrazione degli zuccheri e favorisce l'evaporazione dell'acqua, conferendo agli acini gusto e sapore caratteristici.
La fermentazione avviene in botti di legno e, da disciplinare, il periodo minimo per l'imbottigliamento è di quattro anni, ma generalmente se ne lasciano passare molti di più, arrivando fino al decennio circa.
I viticoltori aderenti al Presidio Slow Food seguono i principi dell'agricoltura biologica e biodinamica, praticando solo diserbo meccanico, sostituendo i fertilizzanti con la pratica del sovescio oppure interrando preparati biodinamici e limitandosi a usare rame e zolfo per contrastare malattie e parassiti.

## Caratteri organolettici
Vino bianco dolce, di colore giallo dorato tendente all'ambrato; bouquet complesso ed elegante, con ricordi di pesca ed albicocca sovra-matura, confetture e miele.  

## Abbinamenti consigliati
Il Vino Santo viene abbinato di preferenza a formaggi erborinati e dolci a pasta secca.
È vino da meditazione, da gustare lentamente per cogliere a pieno ogni sua sfumatura. Per contrasto, esalta il sapore del foie gras. Raccomandato anche con la pasticceria secca tradizionale trentina, ad esempio la torta di fregolotti e lo strudel.